# Miami (chanson)
Pour les articles homonymes, voir Miami (homonymie).
Miami est un single du rappeur et acteur américain Will Smith sorti en 1998, tiré du premier album solo du dernier, soit Big Willie Style. Miami utilise des samples du classique des années 1980, And The Beat Goes On du groupe funk The Whispers. La chanson s'est retrouvée au dix-septième rang du Billboard Hot 100 et au numéro 3 dans les classements anglais.
Comme le titre l'indique, le morceau prend pour thème la ville de Miami en Floride.

## Pistes contenues dans le single
1. Miami
2. Miami (Jason Nevins' Live At “54” Mix)
3. Miami (Miami Mix) with Miami Sound Machine
4. Miami (Jason Nevins' Live On South Beach Dub)